# Mellempartiet
Die Mellempartiet (deutsch „Zwischenpartei“) war eine, 1866 gegründete, Gruppe im Folketing und Landsting. Führende Köpfe der Partei waren Carthon Kristoffer Valdemar Nyholm, Marius Gad, Niels Christian Frederiksen, Lars Dinesen und Niels Jokum Termansen. Programmatisch befand sich die Partei zwischen der nationalliberalen Partei und den drei linken Parlamentsgruppen. Bei den Folketingswahlen von 1872 verlor die Partei einen Teil ihrer Mandate und 1876 sämtliche.
Die Mellempartiet stellte den Konseilspräsidenten Ludvig Holstein-Holsteinborg.

## Quelle
- Den Store Danske: Mellempartiet